# Brick Lane (film)
Brick Lane – brytyjski dramat filmowy z 2007 roku w reżyserii Sary Gavron. Scenariusz do filmu został oparty na motywach powieści Moniki Ali. W rolach głównych aktorzy indyjscy: Tannishtha Chatterjee z Bengalu i Satish Kaushik. Akcja filmu rozgrywa się w Londynie, na tytułowej ulicy Brick Lane, w miejscu zamieszkania muzułmańskich emigrantów z Bangladeszu. Film opowiada historię kobiety, która jako nastolatka poślubiona starszemu mężczyźnie musiała opuścić wieś w Bangladeszu i przyjechać do Londynu. Do dziś nie może się odnaleźć w Anglii rozdarta między małżeństwem, macierzyństwem a wspomnieniami z dzieciństwa i więzią z siostrą pozostawioną w Bangladeszu. Jej los zmienia rozpoczęcie pracy zarobkowej i spotkanie z młodym radykalizującym się po zamachu na World Trade Center muzułmaninem.

## Fabuła
Historia rozpoczyna się na malowniczym polu ryżowym niedaleko bangladeskiej wsi, gdzie nastolatki Nazneen (Tannishtha Chatterjee) i jej młodsza siostra Hasina (Zafreen) przeżywają najpiękniejszy okres swojego życia. Akompaniuje im przy tym przepiękna muzyka Jocelyna Pooka i bardzo ironiczne słowa znanej wszystkim bengalskim dziewczynkom: Huśtaj się malutka na swej huśtaweczce/ Uczesz swe piękne włosy/ Pan młody niebawem przybędzie/ I zabierze cię stąd na zawsze.
Matka tych dziewczynek żyła w przekonaniu, że należy poddać się Bogu i cierpliwie czekać na Jego decyzję. Przekazała ona swoim córkom jeszcze inne prawdy życiowe, które już jako młode kobiety miały po latach zweryfikować i odrzucić: istotą życia kobiety nie musi być cierpienie. Bierne czekanie nie przynosi szczęścia, należy brać los we własne ręce, podejmować decyzje i nie czekać, co Bóg ześle. Sama jednak tego nie wytrzymuje.
Mija kilkanaście lat, Nazneen młodo wydana za starszego Bengalczyka Chanu (Satish Kaushik) mieszka teraz w Londynie. Widzimy ją przesiadującą całymi dniami w domu, wyglądającą przez okno, sprzątającą, gotującą i wychodzącą tylko, gdy trzeba zrobić zakupy. Mąż jej jest wykształconym człowiekiem i nigdy nie podniósł na nią ręki; zanudza ją natomiast nieustannymi przemyśleniami, opowieściami o swoich planach, które nigdy nie miały doczekać się realizacji. Nazneen przez lata nie ma pracy, a jej jedyny kontakt ze światem zewnętrznym to herbata z sąsiadkami i listy pisane z siostrą. To w nich siostry opisują wszystkie swoje radości i cierpienia, nieustannie biegną przed siebie, kochają i znajdują swoje ukojenie.
Przez kilkanaście lat Nazneen prowadzi dom i wychowuje dzieci robiąc to, czego od niej oczekuje mąż i tradycja. W końcu nadchodzi dzień, który zaburza tę nudną codzienność: w jej życiu pojawia się Karim (Christopher Simpson), młody chłopak, przejęty ideą zbawiania świata, chcący scementować islamską społeczność Brick Lane. Za sprawą Karima Nazneen staje się osobą świadomą swojej przynależności społecznej i urzeczywistnienia swoich marzeń, spełnia się jako krawcowa i zaczyna kochać. Dociera do niej, że ma wybór – i wybiera takie życie, jakie sama uznaje za najlepsze...

## Obsada
- Tannishtha Chatterjee jako Nazneen Ahmed
- Satish Kaushik jako Chanu Ahmed
- Christopher Simpson jako Karim
- Naeema Begum jako Shahana Ahmed
- Lana Rahman jako Bibi Ahmed
- Lalita Ahmed jako pani Islam
- Harvey Virdi jako Razia
- Harsh Nayyar jako Dr Azad
- Abdul Nlephaz Ali jako Tariq
- Zafreen jako Hasina
- Bijal Chandaria jako Shefari